# Messor clypeatus
Messor clypeatus är en myrart som beskrevs av Kuznetsov-ugamsky 1927. Messor clypeatus ingår i släktet Messor och familjen myror. Inga underarter finns listade i Catalogue of Life.